# Breitenseer Lichtspiele

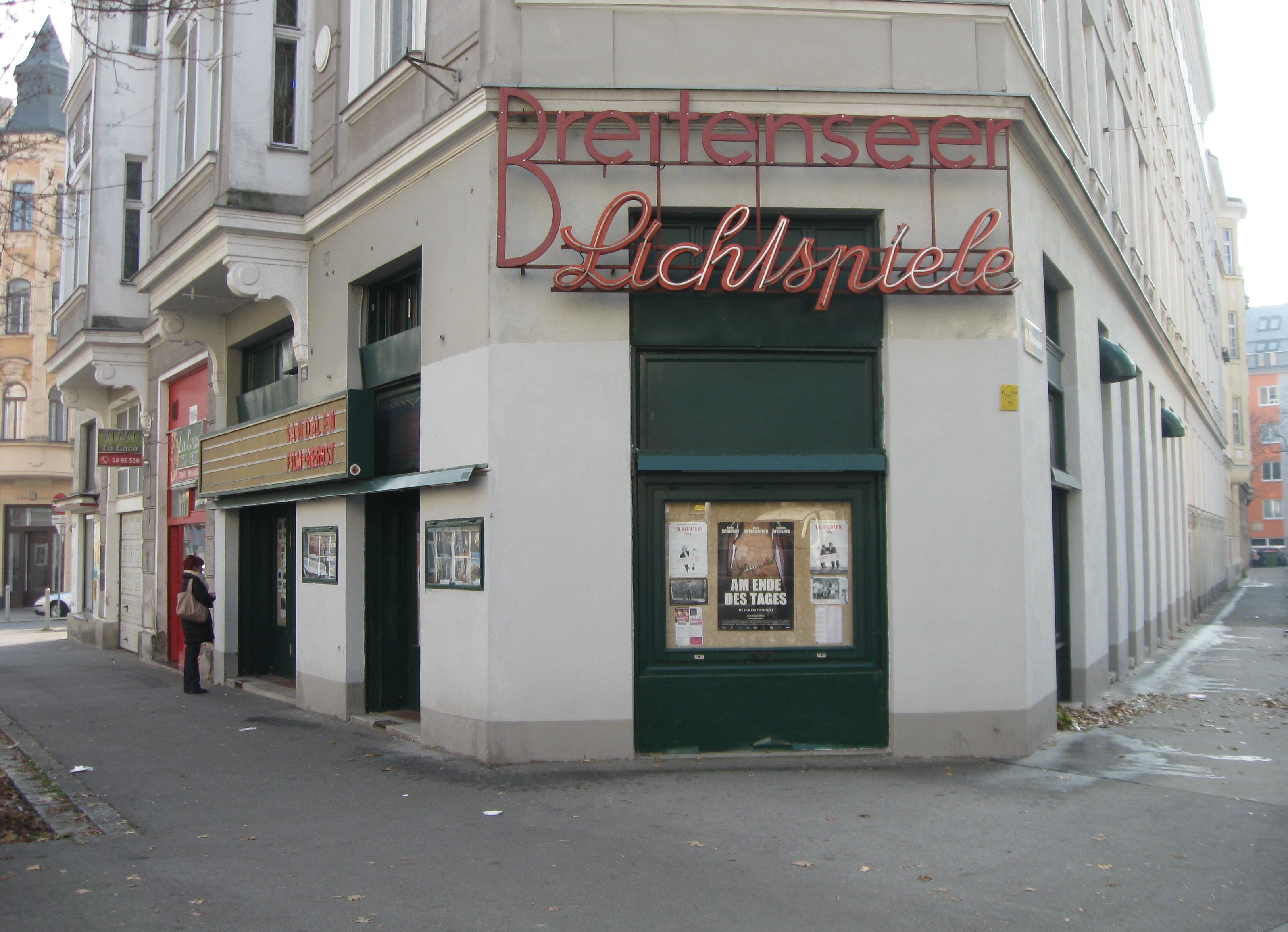
Die Breitenseer Lichtspiele 2011

Die Breitenseer Lichtspiele, auch Breitenseer Kino genannt, sind ein Ladenkino im Stadtteil Breitensee im 14. Wiener Gemeindebezirk Penzing. Es ist eines der ältesten noch immer bespielten Kinos der Welt.

## Hintergrund

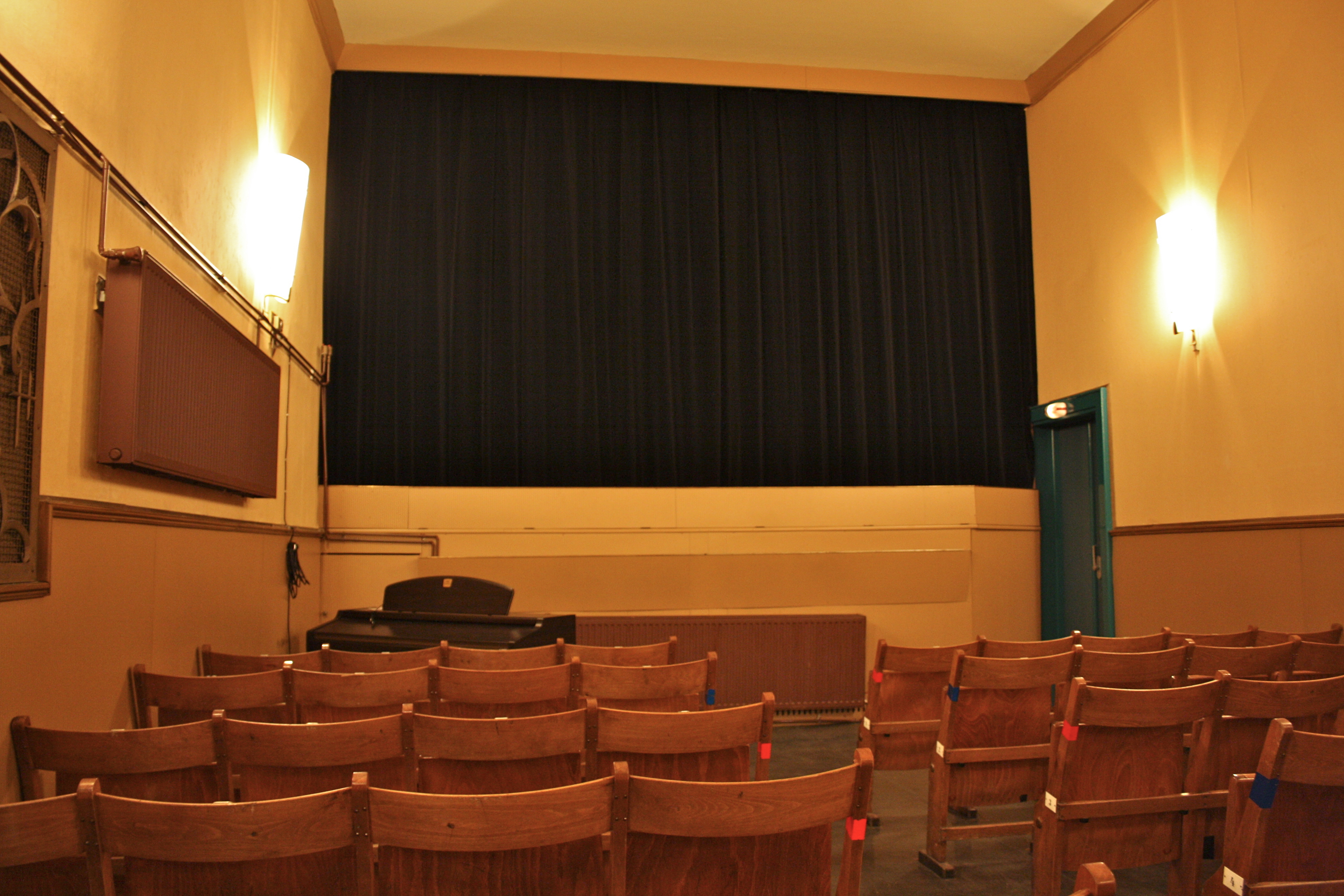
Kinosaal der Breitenseer Lichtspiele

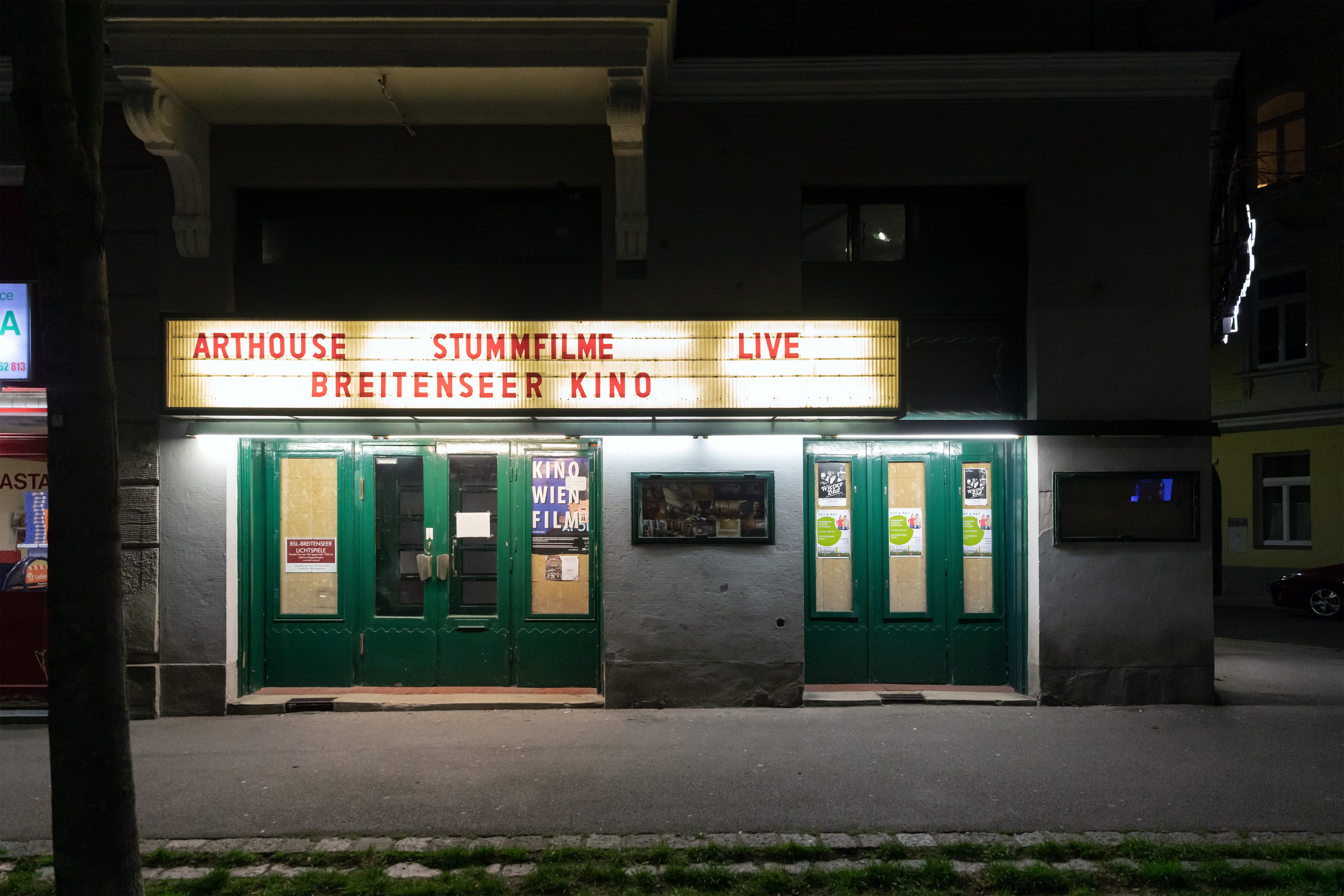
Portal (2020)

1905 wurde das Kino als Zeltkino Guggenberger nahe dem heutigen Standort in der Breitenseer Straße gegründet. Schon 1909 übersiedelte das Kino auf den heutigen Standort. Die Breitenseer Lichtspiele sind ein typisches Ladenkino, eingebaut in ein Gründerzeit-Eckhaus. Zu seiner Blütezeit hatte das Kino zahlreiche Stammgäste – zu ihnen zählte auch der Wiener Mundart-Dichter H. C. Artmann. Damals hatten die Stammgäste stets einen eigenen reservierten Sitzplatz. 
Das Kino ist ein Programmkino, welches ausschließlich österreichische und europäische Filme spielt. Zusätzlich finden regelmäßig Stummfilm-Vorführungen statt, welche manchmal von Text oder Musik begleitet werden. Zu diesem Anlass existiert in den Breitenseer Lichtspielen nach wie vor ein funktionstüchtiges Klavier.
Inhaberin des Kinos war bis zu ihrem Tod Anfang 2022 die pensionierte AHS-Lehrerin Anna Nitsch-Fitz. Laut Nitsch-Fitz sei es nur durch die Programmwahl überhaupt möglich, trotz der Konkurrenz sowohl durch das Fernsehen als auch durch die großen Kinos ein so altes Kino zu führen. Stolz war sie vor allem auf den alten Filmprojektor, der noch heute funktioniere.
Das Kino hat seit Jahren wirtschaftliche Probleme. Eine Schließung im Juni 2017 konnte abgewendet werden. 2021 übernahmen Anna Nitsch-Fitzs Nichte Christina Nitsch-Fitz und Dieter Mattersdorfer die Leitung der Breitenseer Lichtspiele. Der Fortbestand konnte durch einen Zuschuss von 90.000 Euro aus der Programmkinoförderung der Stadt Wien vorerst gesichert und eine Renovierung durch 57.000 Euro Baukostenzuschuss ermöglicht werden.

## Auszeichnungen
- 2023: Österreichischer Kinopreis des Bundesministeriums für Kunst, Kultur, öffentlichen Dienst und Sport: Anerkennungspreis für Einsaalkinos mit engagierter Zielgruppenarbeit[6]